# Calodesma uraneides
Calodesma uraneides är en fjärilsart som beskrevs av Butler 1871. Calodesma uraneides ingår i släktet Calodesma och familjen björnspinnare. Inga underarter finns listade i Catalogue of Life.